# District de Fengxian
Le district de Fengxian (奉贤区 ; pinyin : Fèngxián Qū) est une subdivision de la municipalité de Shanghai en Chine.

## Démographie
La population du district était de 1 083 000 habitants en 2010.